# Мариньяк-Лапер
Маринья́к-Лапе́р (фр. Marignac-Laspeyres, окс. Marinhac e eras Pèiras) — коммуна во Франции, находится в регионе Юг — Пиренеи. Департамент — Верхняя Гаронна. Входит в состав кантона Казер. Округ коммуны — Мюре.
Код INSEE коммуны — 31318.

## География

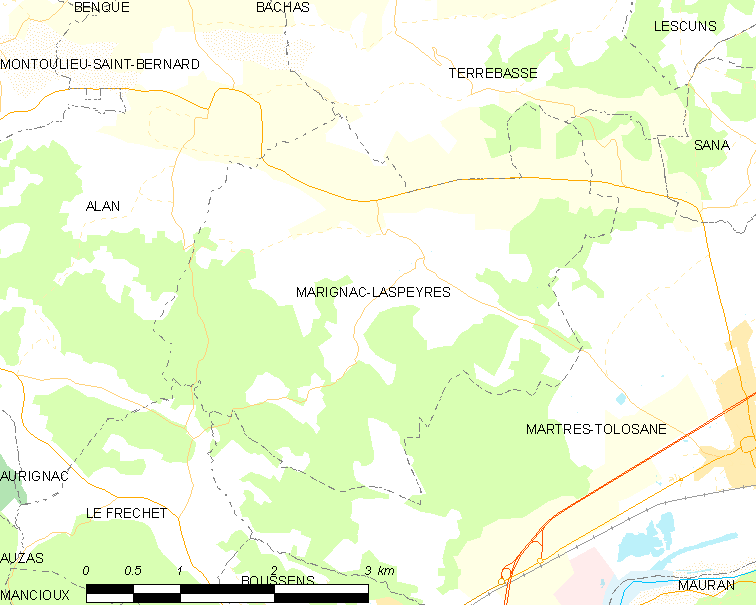
Карта коммуны

Коммуна расположена приблизительно в 640 км к югу от Парижа, в 60 км к юго-западу от Тулузы.
По территории коммуны протекает небольшая река Бернес (фр. Bernès).

## Климат
Климат умеренно-океанический. Зима мягкая и снежная, весна характеризуется сильными дождями и грозами, лето сухое и жаркое, осень солнечная. Преобладают сильные юго-восточные и северо-западные ветры.

## Население
Население коммуны на 2010 год составляло 196 человек.
| 1962 | 1968 | 1975 | 1982 | 1990 | 1999 | 2010 |
| ---- | ---- | ---- | ---- | ---- | ---- | ---- |
| 145  | 140  | 101  | 102  | 123  | 113  | 196  |

## Экономика
В 2010 году среди 124 человек трудоспособного возраста (15—64 лет) 88 были экономически активными, 36 — неактивными (показатель активности — 71,0 %, в 1999 году было 69,7 %). Из 88 активных жителей работали 81 человек (44 мужчины и 37 женщин), безработных было 7 (4 мужчины и 3 женщины). Среди 36 неактивных 10 человек были учениками или студентами, 10 — пенсионерами, 16 были неактивными по другим причинам.